# Kilburn (metrostation)
Kilburn is een station van de metro van Londen aan de Jubilee Line. Het metrostation, dat in 1876 is geopend, ligt in de wijk Kilburn.

## Geschiedenis
De Metropolitan Railway (MR) opende op 13 april 1868 een tweede lijn onder de naam Metropolitan en St. John's Wood Railway (M&SJWR) die van Baker Street haaks op de eerste metrolijn uit 1863 naar het noorden liep. Destijds was het de bedoeling om de lijn naar Hampstead door te trekken, maar door de geringe aanloop kwamen ook andere mogelijkheden in beeld om de lijn ten noorden van Swiss Cottage te verlengen. In 1874 werd toestemming verleend om de lijn door te trekken naar Harrow waarbij de lijn ten noorden van swiss Cottage naar het westen afbuigt en bij Finchley Road bovengronds komt. Van de tien nieuwe stations kwam er een bij Kilburn & Brondesbury dat op 24 november 1879 werd geopend toen het traject tot Willesden Green in gebruik werd genomen. 
In de volgende 25 jaar werd de lijn aan de westkant meerdere keren vertakt en verlengd zodat ook het verkeer toenam. Om de reistijd aanvaardbaar te houden besloot MR het baanvak tussen Finchley Road en Harrow viersporig te maken zodat een sneldienst kon worden ingevoerd. In 1913 begon de sneldienst ten oosten van Kilburn en vanaf 1915 ook ten westen van Kilburn. Voor station Kilburn & Brondesbury betekende dit dat langs de noordrand van de lijn uit 1879 twee sporen werden toegevoegd en het noordelijke perron voortaan als eilandperron tussen de binnenste sporen zou fungeren. Om het kruispunt bij het station te overbruggen bouwde de MR een dubbelsporige brug, die ze in een opvallende blauwe kleur schilderde en voorzag van de naam van het bedrijf. Na de Eerste Wereldoorlog kwam de ontwikkeling van “metroland”, nieuwe woonwijken rond de verafgelegen stations, echt op gang. De stijging van het aantal reizigers betekende dat bij Finchley Road een flessehals ontstond bij de ingang van de dubbelsporige tunnel onder de stad.

## London Transport
Op 1 juli 1933 werden de metrolijnen in Londen, waaronder de Metropolitan Railway, genationaliseerd in London Transport zodat de metrolijnen in een hand kwamen. London Transport hernoemde de lijnen met de uniforme uitgang Line en besloot om een aftakking aan de Bakerloo Line te maken om de Metropolitan Line te ontlasten. De zijtak van de Bakerloo Line zou bestaan uit de stations van de stopdienst tussen Finchley Road en Wembley Park, twee nieuwe stations ten zuiden van Finchley Road en de in 1932 geopende aftakking naar Stanmore. Kilburn & Brondesbury werd ook verbouwd waarbij het zuidelijke perron werd verwijderd en het eilandperron een overkapping met wachtkamer kreeg in de nieuwe stijl van London Transport. De werkzaamheden begonnen in 1936 en op 20 november 1939 begon de dienst van de Bakerloo Line op de Stanmore-tak tussen Baker Street en Stanmore, al reed de Metropolitan Line tot 7 december 1940 ook nog enkele stopdiensten over de binnenste sporen. Op 25 september 1950 verdween Brondesbury uit de naam van het station.

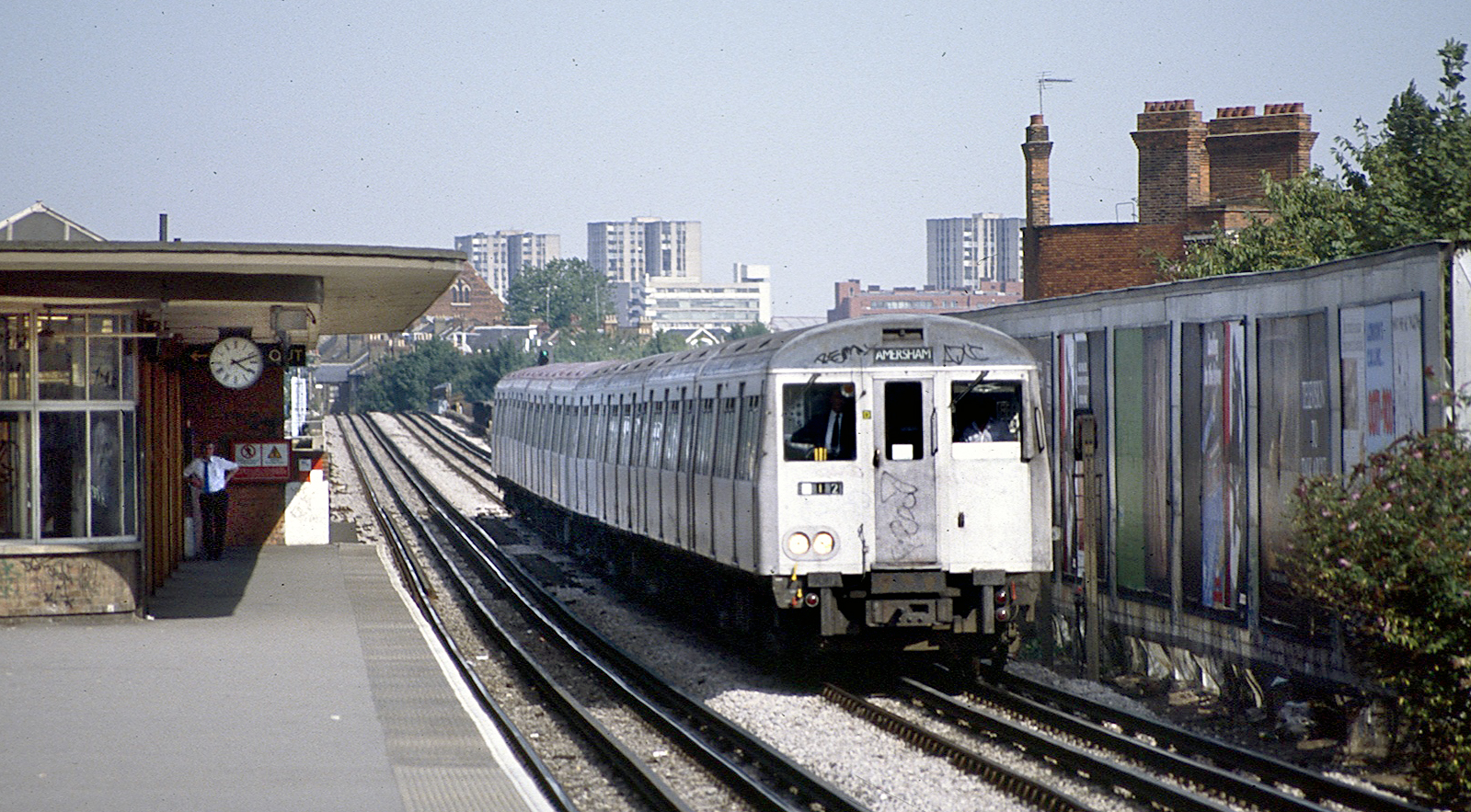
De Metropolitan Line passeert op het zuidelijkste spoor opweg naar Amersham
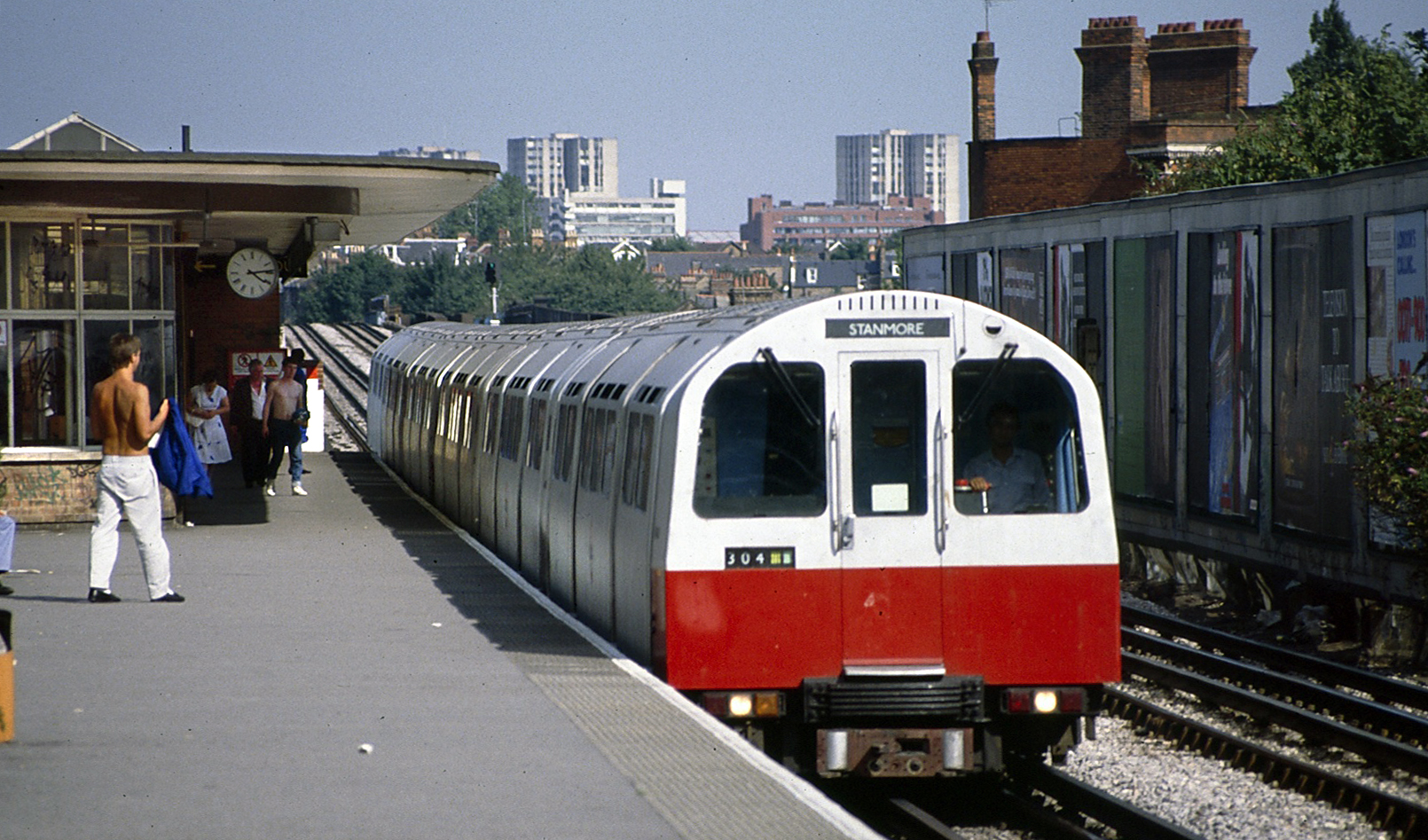
De Jubilee Line langs het perron richting Stanmore
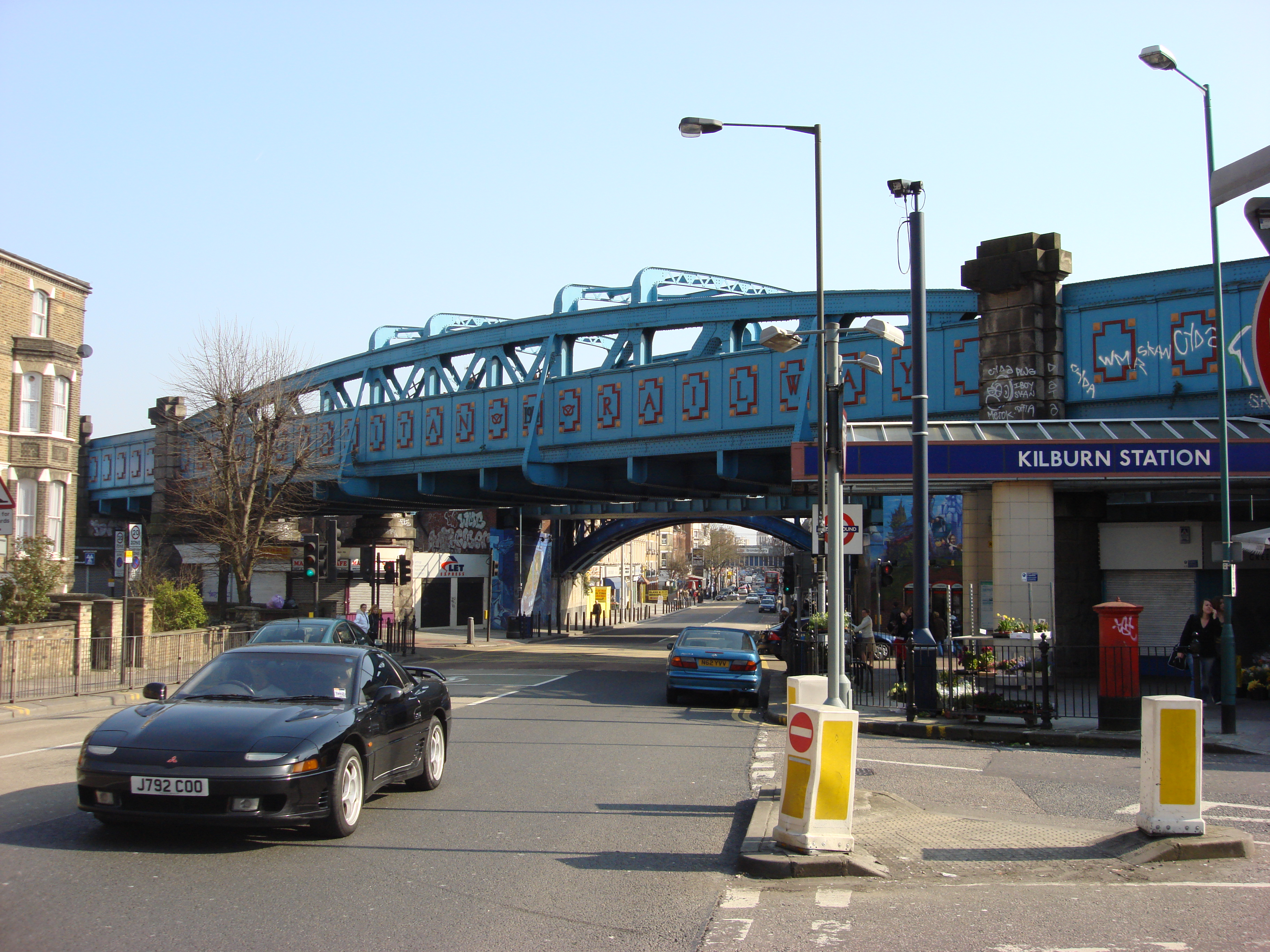
De blauwe brug over het kruispunt

## Jubilee Line
Tijdens de Tweede Wereldoorlog en in de jaren vijftig en begin jaren zestig van de twintigste eeuw werd al nagedacht over verschillende routes om Noordwest- en Zuidoost-Londen via het centrum te verbinden. De Victoria Line kreeg in 1955 voorrang en pas nadat de bouw van die lijn in 1962 was begonnen, begon de uitwerking van de nieuwe lijn. Het was de bedoeling om de lijn in oost-west richting onder Fleet Street te leggen en de lijn werd dan ook Fleet Line genoemd. Financiële omstandigheden betekende dat in juli 1969 alleen toestemming werd gegeven voor de tunnels tussen Baker Street en Charing Cross die bij Baker Street aan de Stanmore-tak gekoppeld zouden worden. Nadat in augustus 1971 de bekostiging rond was begon de aanleg in 1972, in 1977 werd de naam van de lijn veranderd in Jubilee Line ter gelegenheid van het zilveren jubileum van Elizabeth II. De opening vond echter niet plaats in 1977 en de proefritten begonnen in augustus 1978. Op 30 april 1979 werd de lijn officieel geopend door Prins Charles met een rit van Green Park naar Charing Cross. De volgende dag begon de reizigersdienst op de Jubilee Line tussen Stanmore en Charing Cross. Kilburn is sindsdien onderdeel van de Jubilee Line.

## Ligging en inrichting
Het station ligt aan de A5, Kilburn High Road en Shoot-up Hill, ongeveer 200 meter ten noorden van het station Brondesbury van de overground. Kilburn bedient het gebied met dezelfde naam, een dichtbebouwde woonwijk met enkele winkels. De naam van zou verwijzen naar Cylla, een Saksische dame, of naar de Saksische term "Cuneburna" uit 1121 voor "de veestroom". De eerste bebouwing rond het station dateert uit 1847. De winkelstraat Kilburn High Road loopt vanaf het station naar het zuiden onder andere langs de stations Brondesbury en Kilburn High Road. In de buurt van het station zijn de Red Lion, het Kiln Theatre, het Kilburn Grange Park, ICMP London en de Kingsgate Primary School te vinden. In 2005 werd groot onderhoud uitgevoerd waarbij naast schilderwerk de voorzieningen, zoals toiletten, omroepsysteem, vertrekborden en verlichting, werden vervangen. De gelegenheid werd gebruikt om het station rolstoeltoegankelijk te maken door het plaatsen van een lift. Zowel de stationshal als het perron uit 1939 werden zoveel mogelijk behouden.

## Reizigersdienst
De Jubilee Line rijdt buiten de spits 24 ritten in beide richtingen. Ten westen van het station rijden er 16 door tot Stanmore, 4 keren in Willesden Green en 4 keren in Wembley Park. Sinds 7 oktober 2016, twee maanden na de Central Line en Victoria Line, begon ook op de Jubilee Line de nighttube met 6 ritten per uur in beide richtingen.

Stanmore ·
Canons Park ·
Queensbury ·
Kingsbury ·
Wembley Park ·
Neasden ·
Dollis Hill ·
Willesden Green ·
Kilburn ·
West Hampstead ·
Finchley Road ·
Swiss Cottage ·
St. John's Wood ·
Baker Street ·
Bond Street ·
Green Park ·
Westminster ·
Waterloo ·
Southwark ·
London Bridge ·
Bermondsey ·
Canada Water ·
Canary Wharf ·
North Greenwich ·
Canning Town ·
West Ham ·
Stratford